# Derobroscus micans
Derobroscus micans är en skalbaggsart som beskrevs av Sharp 1903. Derobroscus micans ingår i släktet Derobroscus och familjen jordlöpare. Inga underarter finns listade i Catalogue of Life.